# MTRNR2L3
MTRNR2L3 (англ. MT-RNR2-like 3) – білок, який кодується однойменним геном, розташованим у людей на довгому плечі 20-ї хромосоми. Довжина поліпептидного ланцюга білка становить 24 амінокислот, а молекулярна маса — 2 796.
| MATRRFSCLL |  | LSTSEIDLSV |  | KRRI |

A: Аланін

C: Цистеїн

D: Аспарагінова кислота

E: Глутамінова кислота

F: Фенілаланін

I: Ізолейцин

K: Лізин

L: Лейцин

M: Метіонін

R: Аргінін

S: Серин

T: Треонін

Локалізований у цитоплазмі.
Також секретований назовні.